# آيت حمي (ناوور)
آيت حمي هو دُوَّار يقع بجماعة ناوور، إقليم بني ملال، جهة بني ملال خنيفرة في المملكة المغربية. ينتمي الدوّار لمشيخة ناوور التي تضم 5 دواوير. يقدر عدد سكانه بـ 784 نسمة حسب الإحصاء الرسمي للسكان والسكنى لسنة 2004.

## وصلات خارجية
- البوابة الوطنية للجماعات الترابية
- المندوبية السامية للتخطيط